# 布野幸利
布野 幸利（ふの ゆきとし、1947年2月1日 - ）は、日本の実業家。元日本銀行政策委員会審議委員。米国トヨタ自動車販売社長、北米トヨタ自動車会長、トヨタ自動車代表取締役副社長を歴任した。島根県出身。

## 経歴
島根県出雲市出身。島根県立大社高等学校卒業後、神戸大学経営学部に進学。同学を卒業後、1970年、トヨタ自動車販売に入社した。
トヨタ自動車時代は米国トヨタ自動車販売の社長を務めるなど、海外畑の仕事が多かった。
2015年4月21日、 政府は衆参両院の議院運営委員会理事会に、日銀の森本宜久審議委員の後任として、布野を起用する人事案を提示した。
5月21日、衆議院で採決が行われ、賛成多数で同意。翌21日、参議院で採決が行われ、賛成多数で同意した。
2015年7月1日、日本銀行政策委員会審議委員に就任。日銀の審議委員としては初の消費財メーカー出身者である。
2018年春の褒章で藍綬褒章を受章。
2020年6月30日、日本銀行政策委員会審議委員を退任した。

## 略歴

### 学歴
- 1969年11月 神戸大学経営学部卒業
- 1976年5月 コロンビア大学コロンビア・ビジネス・スクール（MBA）修了

### 職歴
- 1970年4月 トヨタ自動車販売入社
- 2000年6月 トヨタ自動車取締役
- 2003年6月 米国トヨタ自動車販売社長
- 2005年6月 米国トヨタ自動車販売会長
- 2006年5月 トヨタモーターノースアメリカ取締役会長
- 2009年6月 トヨタ自動車代表取締役副社長
- 2013年6月 トヨタ自動車相談役、国際経済研究所代表取締役
- 2015年7月 日本銀行政策委員会審議委員（〜2020年6月）

## 人物
トヨタ自動車副社長時代、雑誌プレジデント（2012年10月15日号）のインタビューで、「25年間、新興国を中心にやってきたので本社では異邦人です」と自己紹介。
グローバル化の中で日本人はどうあるべきなのかの問いに、「一番大切になるのは、チームワーク。チームワークを発揮するための前提は、チームメートへの尊敬です。現地人に対し、上からの目線であってはいけない」と答えた。さらに「相手国に対するリスペクトを持って、つながることがグローバル展開の中で最も重要なことです」と続けた。

## 日銀政策委員会審議委員として
2015年7月1日、審議委員に就任。
就任後、初めて出席した2015年7月14日・15日の金融政策決定会合では、量的・質的金融緩和政策に賛成した。2016年1月28日・29日の金融政策決定会合ではマイナス金利導入に賛成した。
2016年3月23日に行なった神戸市内での講演で、マイナス金利付き量的・質的金融緩和政策を推進していくとともに、政府の成長戦略の展開や日銀の貸出支援制度などを通して、日本経済の成長力を高めていく取り組みが必要であるという見解を示した。
2020年6月30日、審議委員を退任。